# Liste der Nummer-eins-Hits in Mexiko (2011)
Diese Liste der Nummer-eins-Hits basiert auf den offiziellen mexikanischen Albumcharts im Jahr 2011, die durch AMPROFON, die nationale Landesgruppe der IFPI, ermittelt werden. 

## Alben
| ← 2010 ← | Liste der Nummer-eins-Hits in Mexiko | Liste der Nummer-eins-Hits in Mexiko | Liste der Nummer-eins-Hits in Mexiko                           | 2012 →                    |
| \| Zeitraum \| Wo. ges. \| Interpret \| Titel \| Zusätzliche Informationen \| \| (Zeitraum, Wochen auf Platz eins, Interpret, Titel, zusätzliche Informationen) \| \| \| \| \| \| ------------------------------------------------------------------------------ \| -------- \| -------------------- \| -------------------------------------------------------------- \| ------------------------- \| \| 49. Woche 2010 – 3. Woche 2011 7 Wochen (insgesamt 15) \| 15 \| Cristian Castro \| Viva el príncipe \| – \| \| 4. Woche 1 Woche \| 1 \| Wisin y Yandel \| El regreso de los vaqueros \| – \| \| 5.–10. Woche 6 Wochen (insgesamt 15) \| 15 \| Cristian Castro \| Viva el príncipe \| – \| \| 11. Woche 1 Woche (insgesamt 6) \| 6 \| Zoe MX \| Música de fondo: MTV Unplugged \| – \| \| 12. Woche 1 Woche \| 1 \| Gloria Trevi \| Gloria \| – \| \| 13. Woche 1 Woche (insgesamt 6) \| 6 \| Zoe MX \| Música de fondo: MTV Unplugged \| – \| \| 14. Woche 1 Woche \| 1 \| Britney Spears \| Femme Fatale \| – \| \| 15. Woche 1 Woche \| 1 \| Maná \| Drama y luz \| – \| \| 16.–18. Woche 3 Wochen (insgesamt 6) \| 6 \| Zoe MX \| Música de fondo: MTV Unplugged \| – \| \| 19. Woche 1 Woche (insgesamt 15) \| 15 \| Cristian Castro \| Viva el príncipe \| – \| \| 20. Woche 1 Woche (insgesamt 6) \| 6 \| Zoe MX \| Música de fondo: MTV Unplugged \| – \| \| 21. Woche 1 Woche \| 1 \| Lady Gaga \| Born This Way \| – \| \| 22.–38. Woche 17 Wochen \| 17 \| Los Tigres del Norte \| tr3s Presents: MTV Unplugged: Los Tigres del Norte and Friends \| – \| \| 39. Woche 1 Woche \| 1 \| Yuri \| Mi tributo al festival \| – \| \| 40. Woche 1 Woche \| 1 \| Ricardo Arjona \| Independiente \| – \| \| 41. Woche 1 Woche \| 1 \| Espinoza Paz \| Canciones que duelen \| – \| \| 42. Woche 1 Woche \| 1 \| OV7 \| Desde el palacio de los deportes \| – \| \| 43. Woche 1 Woche \| 1 \| Coldplay \| Mylo Xyloto \| – \| \| 44.–45. Woche 2 Wochen \| 2 \| Justin Bieber \| Under the Mistletoe \| – \| \| 46.–48. Woche 3 Wochen (insgesamt 8) \| 8 \| Adele \| 21 \| – \| \| 49. Woche 2011 – 4. Woche 2012 8 Wochen \| 8 \| Yuridia \| Para mí \| – \| |                                      |                                      |                                                                |                           |
| ← 2010 |                                      |                                      |                                                                | → 2012 →                  |
| Zeitraum | Wo. ges.                             | Interpret                            | Titel                                                          | Zusätzliche Informationen |
| (Zeitraum, Wochen auf Platz eins, Interpret, Titel, zusätzliche Informationen) |                                      |                                      |                                                                |                           |
| 49. Woche 2010 – 3. Woche 2011 7 Wochen (insgesamt 15) | 15                                   | Cristian Castro                      | Viva el príncipe                                               | –                         |
| 4. Woche 1 Woche | 1                                    | Wisin y Yandel                       | El regreso de los vaqueros                                     | –                         |
| 5.–10. Woche 6 Wochen (insgesamt 15) | 15                                   | Cristian Castro                      | Viva el príncipe                                               | –                         |
| 11. Woche 1 Woche (insgesamt 6) | 6                                    | Zoe MX                               | Música de fondo: MTV Unplugged                                 | –                         |
| 12. Woche 1 Woche | 1                                    | Gloria Trevi                         | Gloria                                                         | –                         |
| 13. Woche 1 Woche (insgesamt 6) | 6                                    | Zoe MX                               | Música de fondo: MTV Unplugged                                 | –                         |
| 14. Woche 1 Woche | 1                                    | Britney Spears                       | Femme Fatale                                                   | –                         |
| 15. Woche 1 Woche | 1                                    | Maná                                 | Drama y luz                                                    | –                         |
| 16.–18. Woche 3 Wochen (insgesamt 6) | 6                                    | Zoe MX                               | Música de fondo: MTV Unplugged                                 | –                         |
| 19. Woche 1 Woche (insgesamt 15) | 15                                   | Cristian Castro                      | Viva el príncipe                                               | –                         |
| 20. Woche 1 Woche (insgesamt 6) | 6                                    | Zoe MX                               | Música de fondo: MTV Unplugged                                 | –                         |
| 21. Woche 1 Woche | 1                                    | Lady Gaga                            | Born This Way                                                  | –                         |
| 22.–38. Woche 17 Wochen | 17                                   | Los Tigres del Norte                 | tr3s Presents: MTV Unplugged: Los Tigres del Norte and Friends | –                         |
| 39. Woche 1 Woche | 1                                    | Yuri                                 | Mi tributo al festival                                         | –                         |
| 40. Woche 1 Woche | 1                                    | Ricardo Arjona                       | Independiente                                                  | –                         |
| 41. Woche 1 Woche | 1                                    | Espinoza Paz                         | Canciones que duelen                                           | –                         |
| 42. Woche 1 Woche | 1                                    | OV7                                  | Desde el palacio de los deportes                               | –                         |
| 43. Woche 1 Woche | 1                                    | Coldplay                             | Mylo Xyloto                                                    | –                         |
| 44.–45. Woche 2 Wochen | 2                                    | Justin Bieber                        | Under the Mistletoe                                            | –                         |
| 46.–48. Woche 3 Wochen (insgesamt 8) | 8                                    | Adele                                | 21                                                             | –                         |
| 49. Woche 2011 – 4. Woche 2012 8 Wochen | 8                                    | Yuridia                              | Para mí                                                        | –                         |